# La Loi du ranch
Pour plus de détails, voir Fiche technique et Distribution.
La Loi du ranch (Range Law) est un film américain réalisé par Phil Rosen, sorti en 1931.

## Synopsis
Après s'être évadé de prison, Hap Connors se dirige vers le sud pour retrouver l'homme qui l'a piégé. En chemin, il rencontre son vieil ami Frisco, qui conduit du bétail précédemment volé par Jim Blont, un banquier de la ville voisine. Pendant que Hap et Frisco discutent, les hommes de Blont attaquent une diligence, tuent le chauffeur, puis dispersent les objets volés sur la piste menant à la cachette de Frisco, en espérant que le shérif lui attribuera ce crime. Quand Hap arrive en ville, il trouve une paire de chaussures. Il s'arrête au premier ranch, où il rencontre la propriétaire des chaussures, Ruth Warren. Elle l'engage comme employé et l'invite à un bal donné ce soir-là. Au bal, Hap apprend que Ruth est fiancée à Blont, mais il ignore que Blont est en fait l'homme qui l'a piégé. Quand Blont voit Hap au bal, il l'accuse d'être un prisonnier évadé, mais Hap s'échappe par une fenêtre, aidé par Frisco. Hap se faufile dans la maison de Ruth pour la supplier de reporter le mariage. Il est arrêté par le shérif pour vol et meurtre. Les hommes de Blont préparent une évasion dans l'espoir de tuer Hap au cours de sa fuite, mais il parvient à les berner grâce à l'aide de Frisco. Hap enlève Ruth au cours de son mariage avec Blont. Elle s'échappe et entend des hommes de Blont parler du rôle de Blont dans la peine de prison de Hap. Pendant ce temps, Hap, de retour au ranch de Ruth, est repéré par Blont qui reconnait son cheval. Ils se battent. Frisco et Ruth arrivent juste à temps pour sauver Hap. Ruth et Hap s'embrassent.

## Fiche technique
- Titre original : Range Law
- Titre français : La Loi du ranch
- Réalisation : Phil Rosen
- Scénario : Earle Snell
- Direction artistique : Ralph De Lacy
- Photographie : Arthur Reed
- Montage : Earl Turner
- Production : Phil Goldstone
- Société de production : Tiffany Productions
- Société de distribution : Tiffany Productions
- Pays de production :  États-Unis
- Langue originale : anglais
- Format : Noir et blanc  — 35 mm — 1,37:1 — son mono
- Genre : Western
- Durée : 63 minutes
- Dates de sortie : États-Unis : 11 octobre 1931

## Distribution
- Ken Maynard : Hap Connors
- Frances Dade : Ruth Warren
- Frank Mayo : Jim Blont
- Aileen Manning
- Jack Rockwell : le shérif
- Lafe McKee : Frisco
- Tom London : Cleve
- Charles King